# Regnsensor

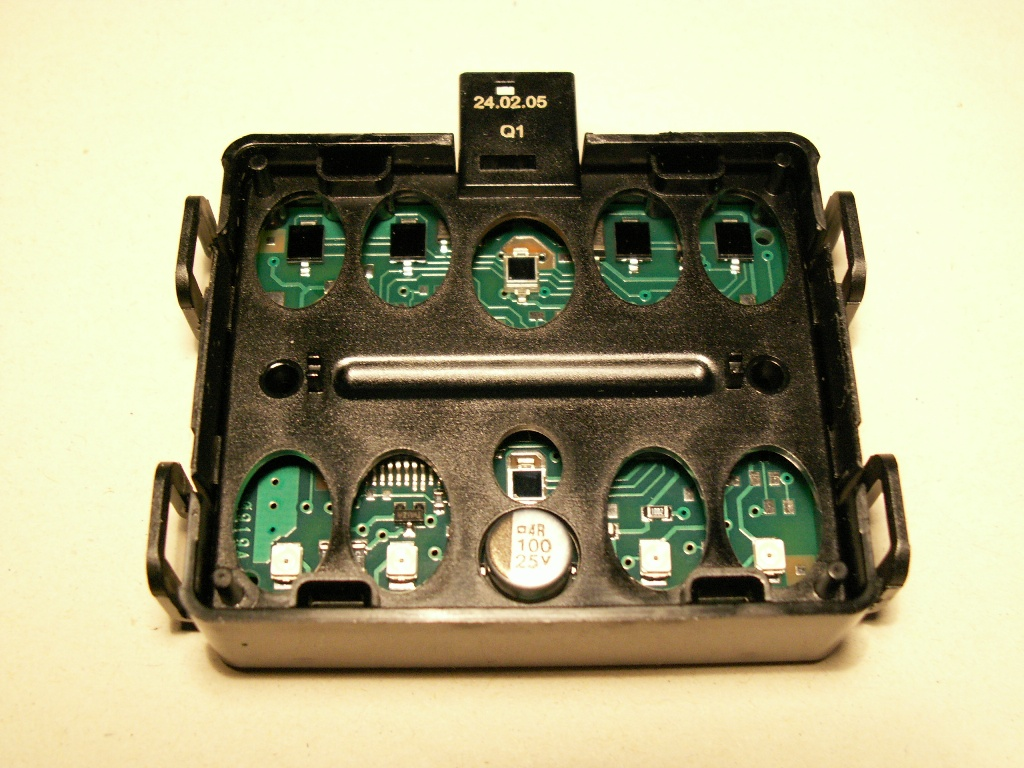
En regnsensor för vindrutetorkare till en bil.

En regnsensor är en sensor som reagerar på vatten, framförallt regn. Det finns flera användningsområden för regnsensorer. De används bland annat i konstbevattningssystem för att automatiskt stänga vattenspridare och liknande i händelse av regn. De är dessutom numera en vanlig utrustning i bilar, där de kan sätta igång, stänga av och hastighetsanpassa vindrutetorkare.

## Hur fungerar en regnsensor?

### Drift
Regnsensorn på en bil fungerar enligt principen om total intern reflexion. Ett infrarött ljus strålar i 45-graders vinkel på ett fritt område av vindrutan, reflekteras och avkänns av sensorn inne i bilen. När det regnar gör det våta glaset att ljuset sprids och mindre mängd ljus reflekteras tillbaka till sensorn.
En ytterligare tillämpning finns i professionella satellitkommunikationsantenner för att utlösa en regnblåsare på antennmatningens öppning, för att ta bort vattendroppar från mylarhöljet som håller trycksatt och torr luft inuti vågledarna.

## Bevattningssensorer
Regnsensorer för bevattningssystem finns tillgängliga i både trådlösa och fasta versioner, de flesta använder hygroskopiska skivor som sväller då de träffas av regn och krymper ner igen när de torkar ut - en elektrisk strömbrytare trycks i sin tur ned eller släpps av den hygroskopiska skivstapeln, och torkningshastigheten justeras vanligtvis genom att styra ventilationen som når stapeln. Men vissa elektriska sensorer marknadsförs också som använder tippskopa eller konduktanssonder för att mäta nederbörd. Trådlösa och trådbundna versioner använder båda liknande mekanismer för att bevattningsregulatorn tillfälligt ska avbryta bevattningen, särskilt de som är anslutna till bevattningsregulatorns sensorterminaler, eller är installerade i serie med magnetventilens gemensamma krets så att de förhindrar öppning av ventiler när det regnar. 
Vissa bevattningsregnsensorer innehåller också en fryssensor för att förhindra att systemet fungerar i minusgrader, särskilt där bevattningssystem fortfarande används över vintern.

## Sensorer för fordon

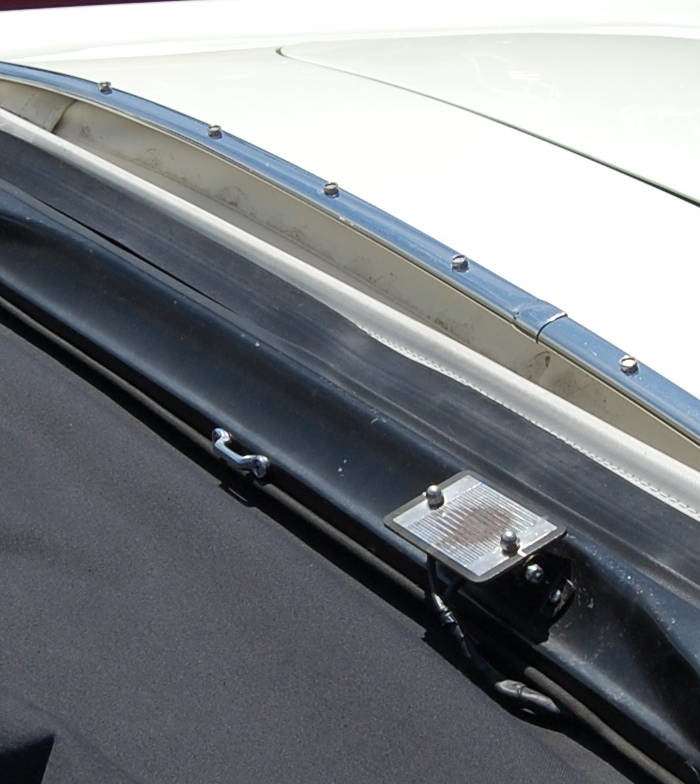
General Motors automatiska regnsensor installerad på en 1955 års Chevrolet Bel Air cabriolet.

År 1958 experimenterade Cadillac Motor Car Division i General Motors med en vattenkänslig strömbrytare som utlöste olika elmotorer för att stänga suffletten och höja de öppna fönstren på en specialbyggd Eldorado Biarritz-modell, i händelse av regn. Den första sådana enheten verkar ha använts för samma ändamål i ett konceptfordon kallat Le Sabre och byggt runt 1950–51.
General Motors automatiska regnsensor för suffletter var tillgänglig som ett återförsäljarinstallerat tillval under 1950-talet för fordon som Chevrolet Bel Air.
Till 1996 års modell utrustade Cadillac återigen bilar med en automatisk regnsensor, denna gång för att automatiskt starta vindrutetorkarna och anpassa deras hastighet till förhållanden efter behov.
I december 2017 började Tesla rulla ut en OTA-uppdatering (2017.52.3) som gör det möjligt för deras AP2.x-bilar att använda de inbyggda kamerorna för att passivt upptäcka regn utan användning av en dedikerad sensor.

## Regnsensorns fysik

Diagram som visar funktionen hos en optisk regnsensor

De vanligaste moderna regnsensorerna är baserade på principen om total intern reflexion. Hela tiden strålar ett infrarött ljus i en 45-graders vinkel in i vindrutan från insidan. Om glaset är torrt är den kritiska vinkeln för total inre brytning runt 42°. Detta värde erhålls med formeln för total inre brytning.
{\displaystyle \sin(\theta _{\text{c}})={\frac {n_{1}}{n_{2}}}}
där {\displaystyle n_{1}=1} är det ungefärliga värdet på luftens brytningsindex för infrarött ljus och {\displaystyle n_{2}=1.5} är det ungefärliga värdet för glasets brytningsindex, även för infrarött. I det fallet, eftersom ljusets infallsvinkel är 45°, reflekteras allt ljus och detektorn får maximal intensitet.
Om glaset är vått ändras den kritiska vinkeln till cirka 60° eftersom vattens brytningsindex är högre än luft ({\displaystyle n_{1}=1.3}). I det fallet, eftersom infallsvinkeln är 45°, erhålls ingen total intern reflexion. En del av ljusstrålen sänds genom glaset och den uppmätta intensiteten för reflexion är lägre: systemet detekterar vatten och torkarna slås på.